# Ossaea spicata
Ossaea spicata är en tvåhjärtbladig växtart som beskrevs av Henry Allan Gleason. Ossaea spicata ingår i släktet Ossaea och familjen Melastomataceae.
Artens utbredningsområde är Colombia. Inga underarter finns listade i Catalogue of Life.